# Smörgåsbord

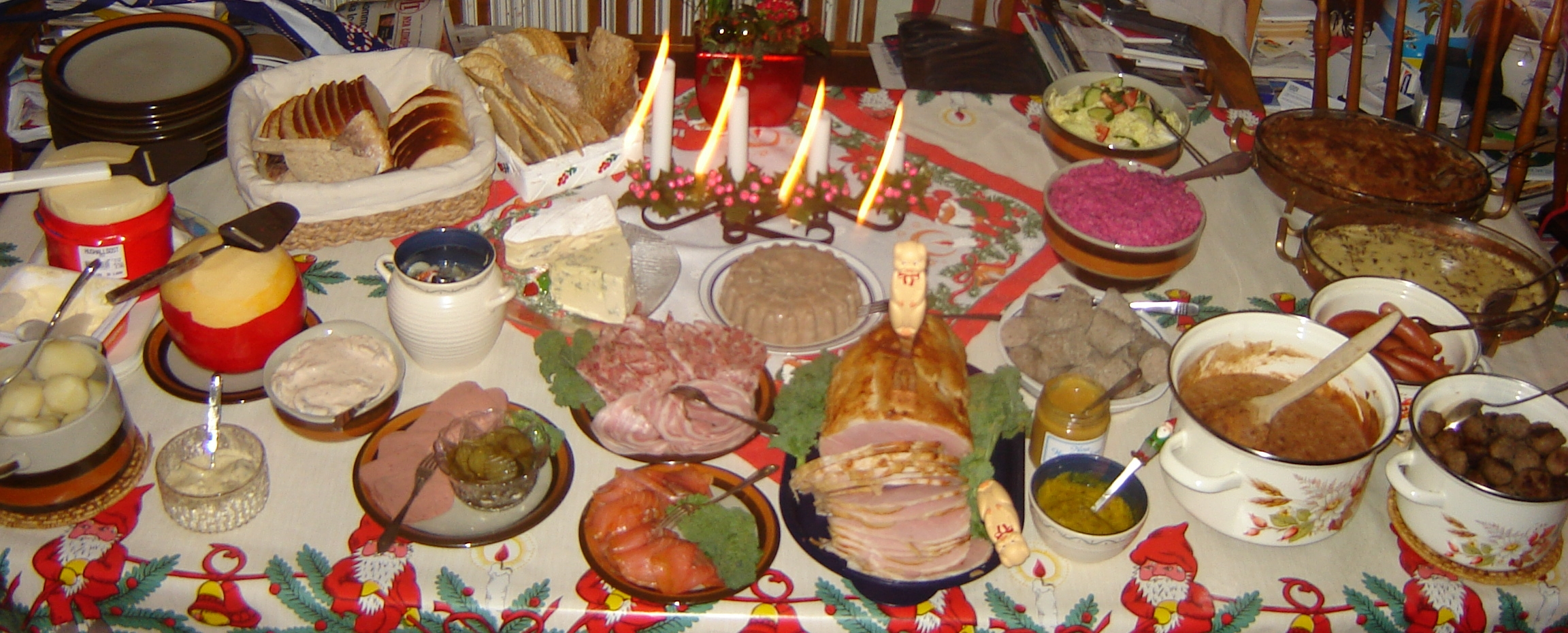
Jantar de natal, em forma de smörgåsbord.

Smörgåsbord é uma refeição de múltiplos pratos do tipo buffet servida na Suécia, reunindo variadas iguarias típicas do país.

Pode ser o início de uma refeição – numa versão mais simples, ou uma refeição inteira.
É composto por variados pratos de peixe – como arenque e salmão, carne – como salsichas, almôndegas e fiambres, e ainda saladas, ovos, queijos e diferentes tipos de pães e manteiga.
É acompanhada por diversas bebidas – como cerveja, aguardente schnapps e bebidas ligeiras não alcoólicas.

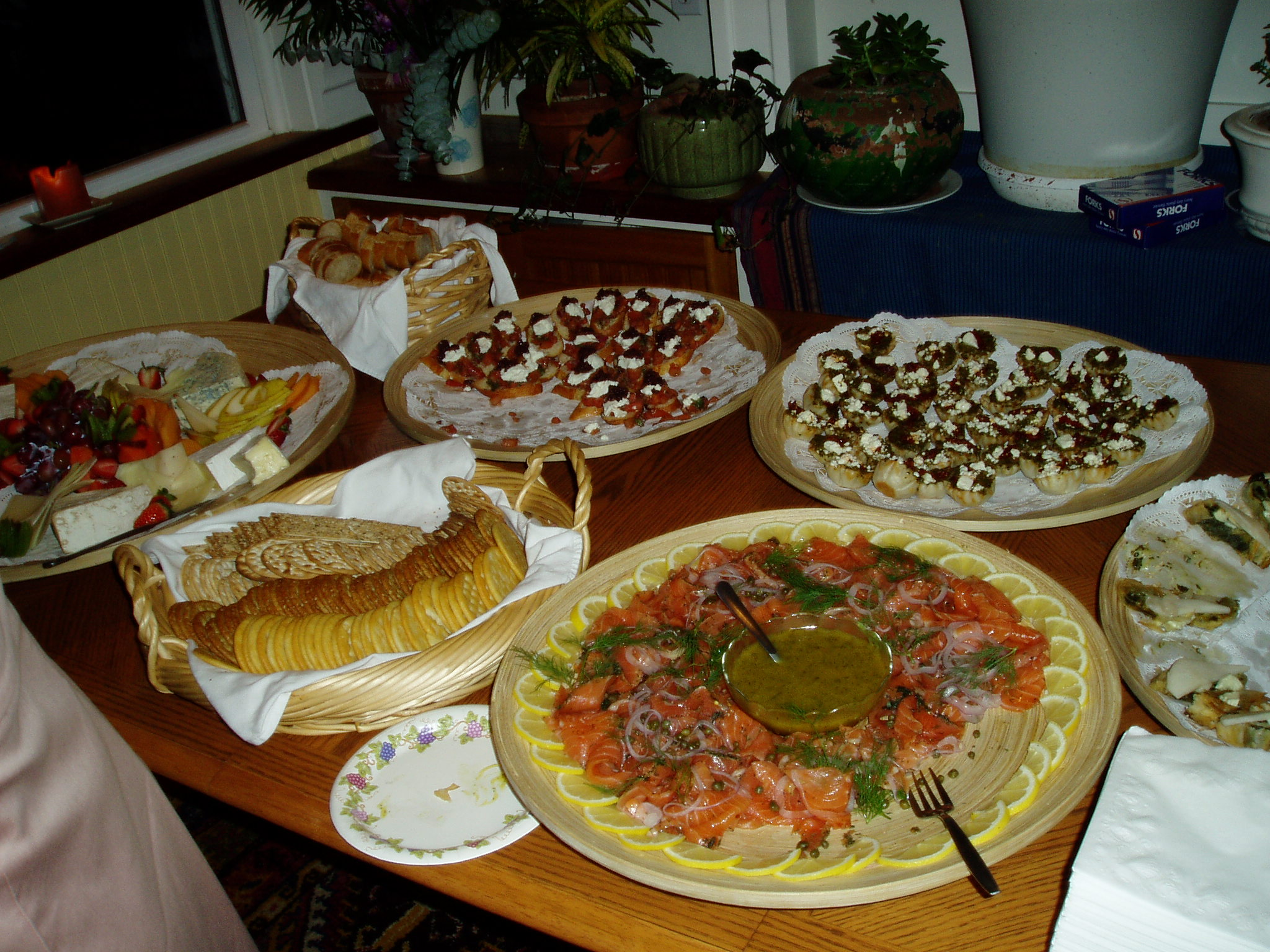
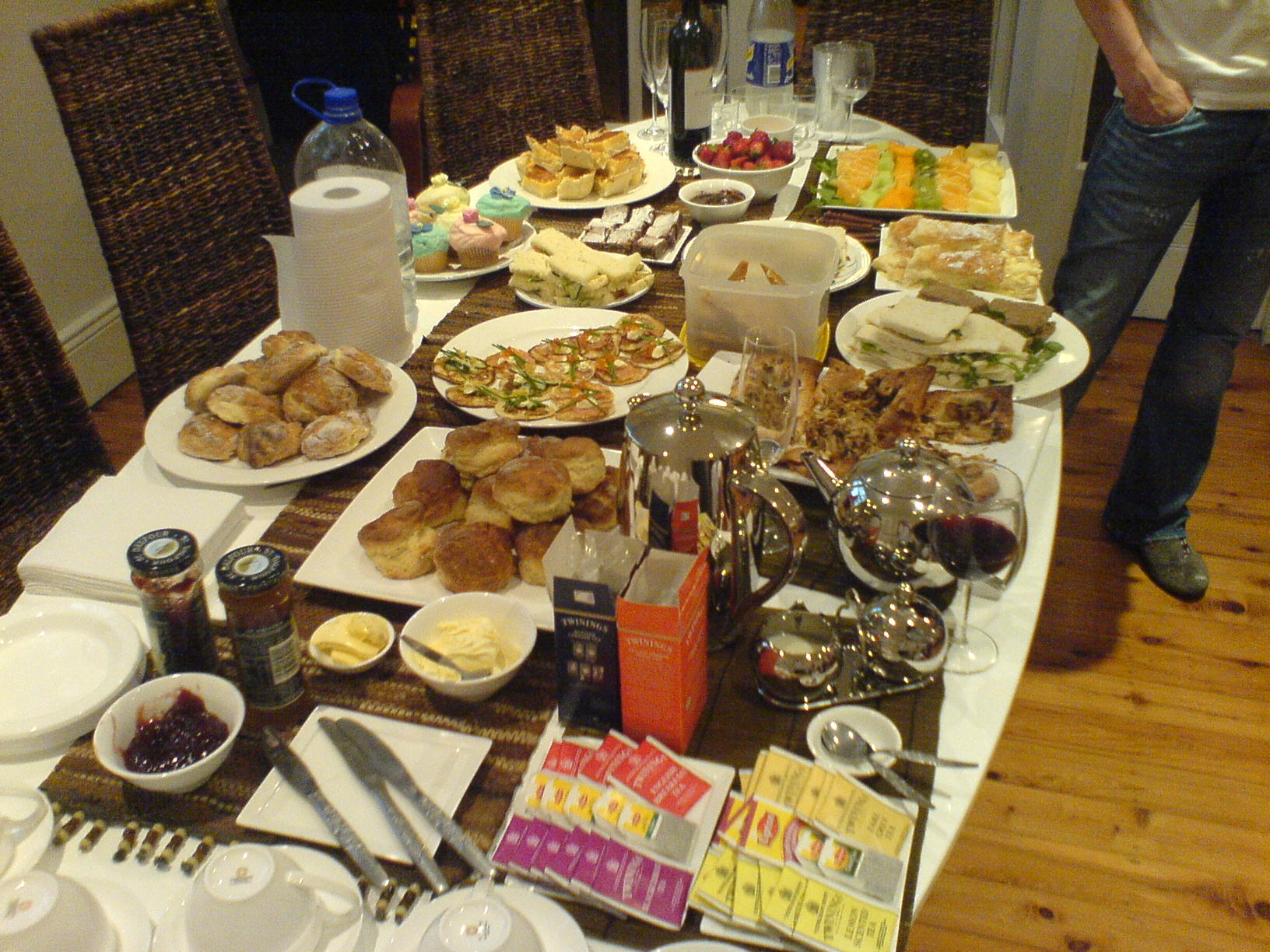
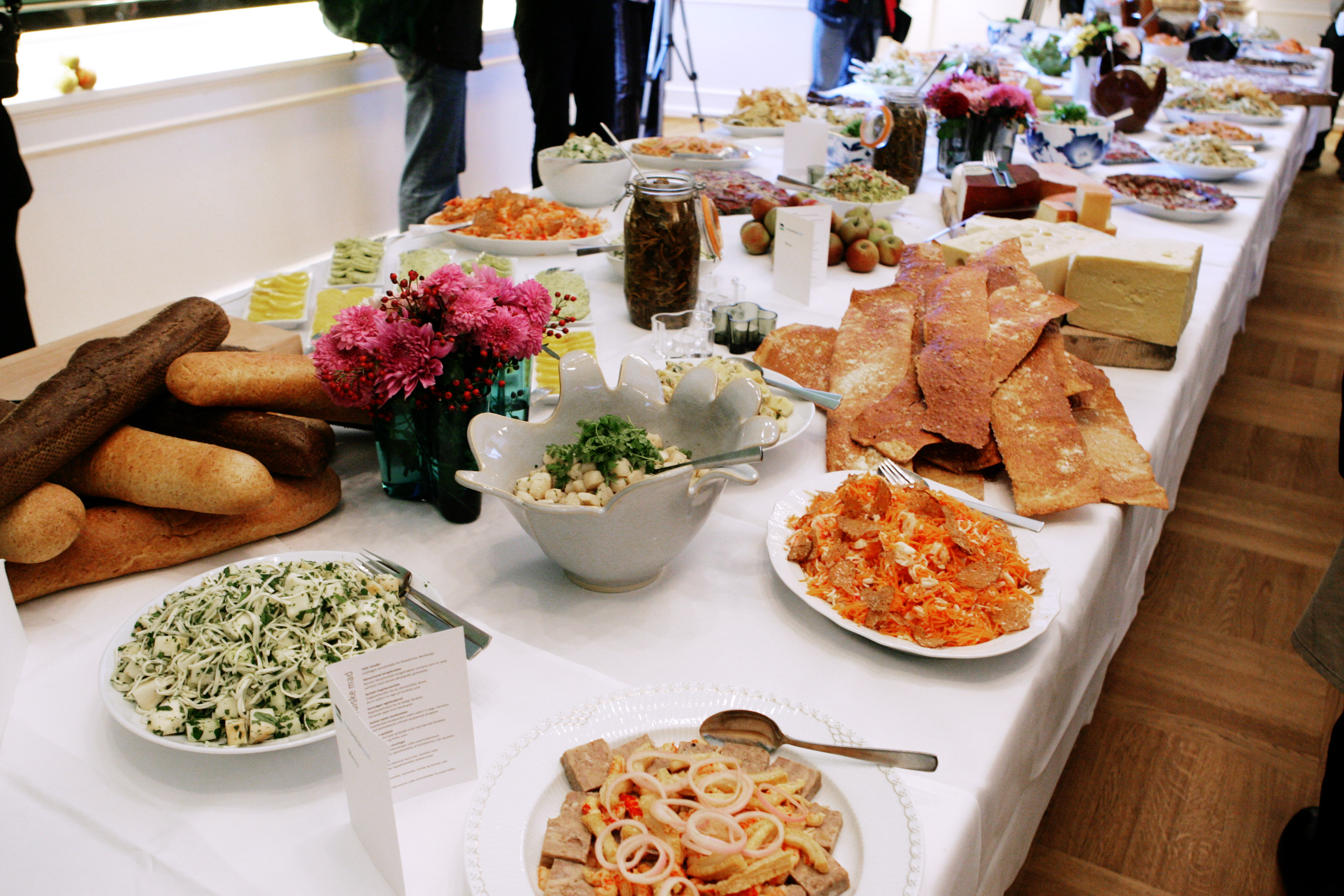
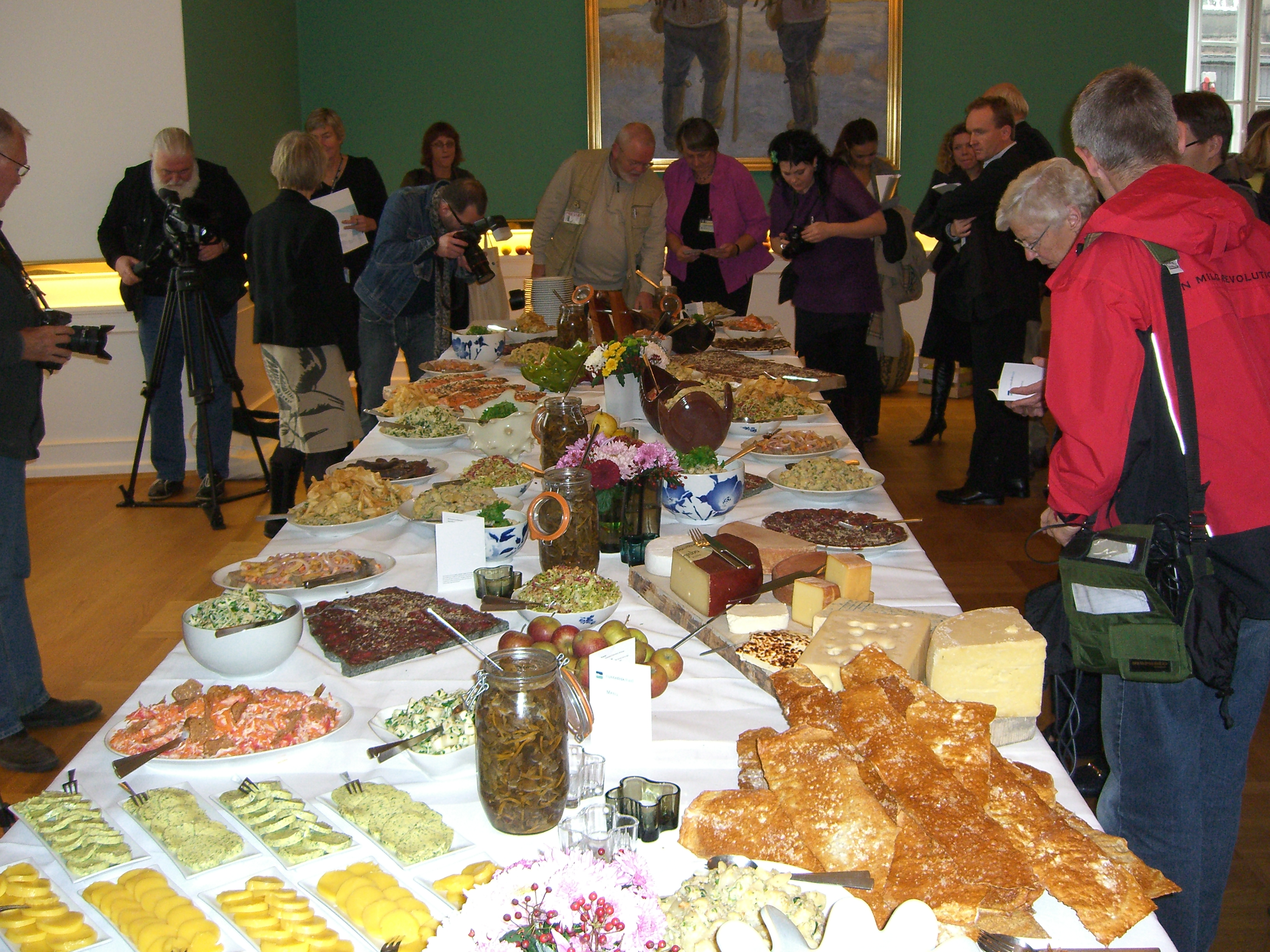
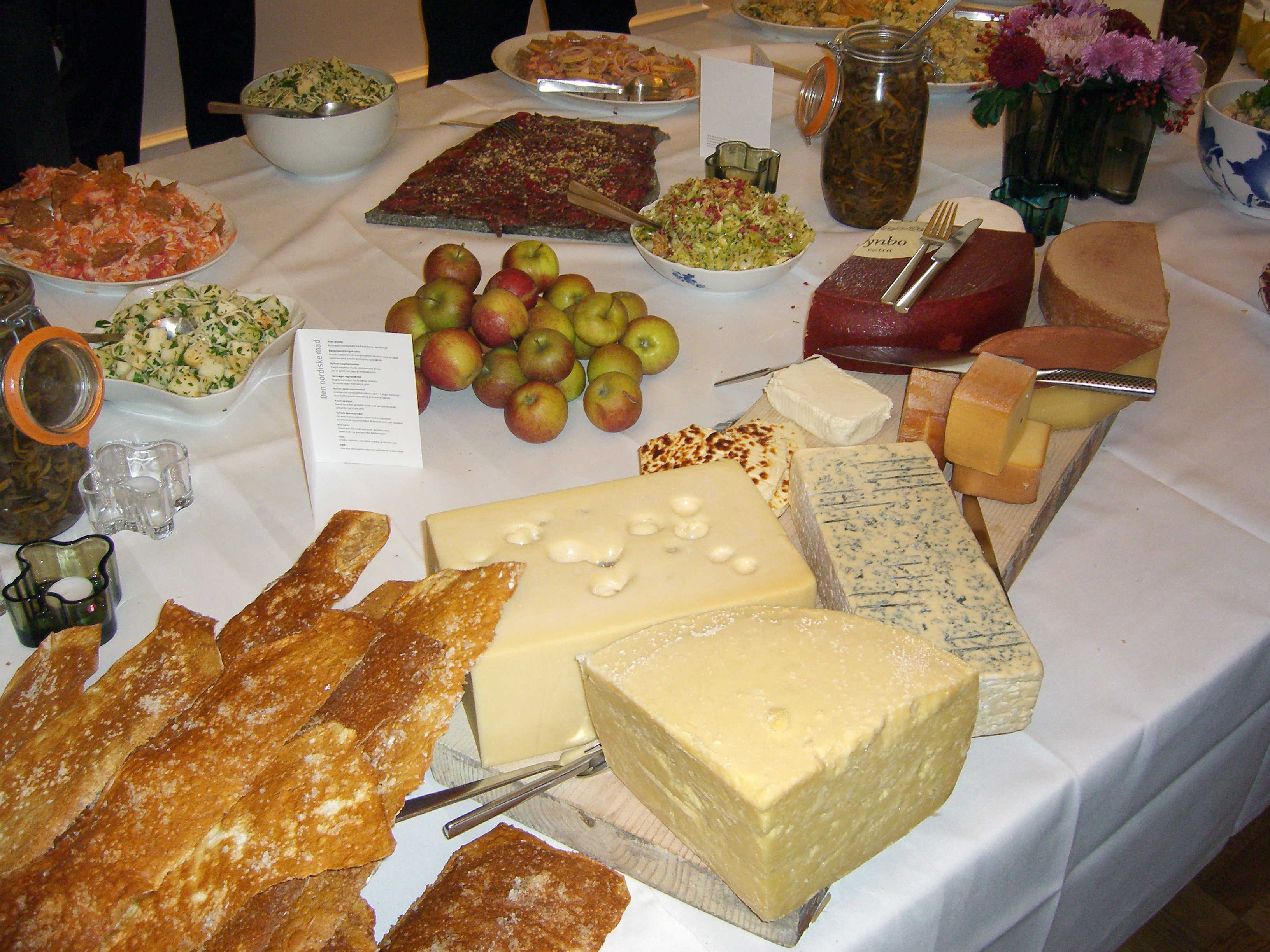